# Johann Nikolaus Türk
Johann Nikolaus Türk, auch Johannes Türk (* 1872 in Kulmbach; † 13. September 1942 in Niederwartha), war ein deutscher Maler, der als Professor an der Königlich Sächsischen Kunstgewerbeschule in Dresden tätig war.

## Leben und Wirken
Türk besuchte zunächst die Kunstschule in Nürnberg und danach die Kunstakademie in Dresden. Danach wurde er 1901 Lehrer für figürliches Zeichnen und Malen an der Königlichen Kunstgewerbeschule in Dresden. Dort hatte er u. a. maßgeblichen Anteil am Aufbau einer Abteilung für wissenschaftliches Zeichnen. Ca. 1905 unterbrach er seine Lehrtätigkeit, „um eine längere Studienreise ausführen zu können“.
Zu seinen Schülern gehörte Otto Dix. Im Alter von 52 Jahren ging er bereits in den Ruhestand und malte in häuslicher Stille weiter. Nur selten trat er an die Öffentlichkeit, unternahm jedoch noch zahlreiche Studienreisen.